# Ellen Irene Diggs
Ellen Irene Diggs (geboren 13. April 1906 in Monmouth (Illinois); gestorben 14. März 1998) war eine US-amerikanische Soziologin und Anthropologin.   

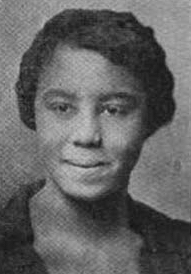
Ellen Diggs (1923)

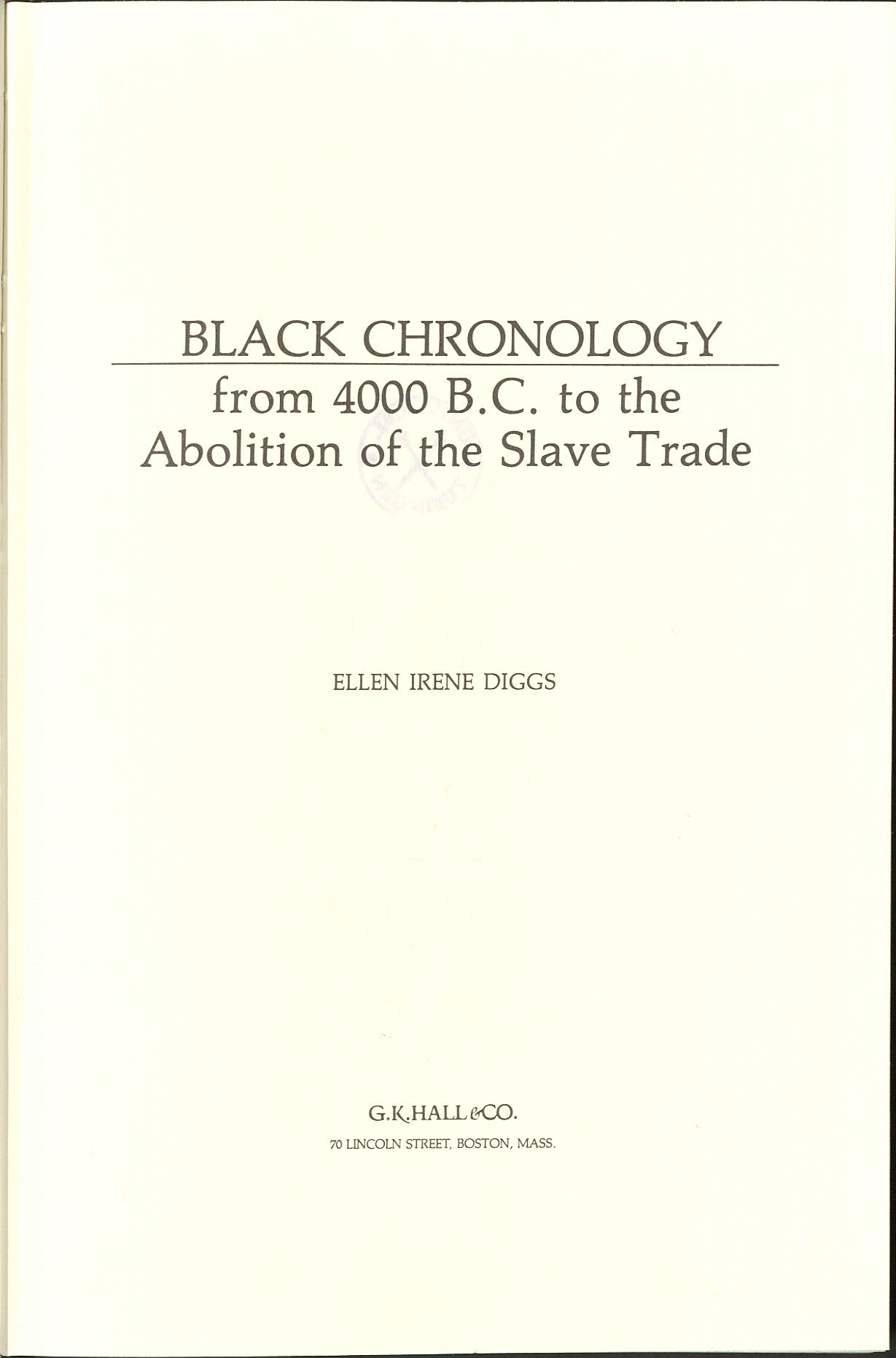
Black Chronology (1983)

## Leben
Ellen Irene Diggs war eines von mehreren Kindern des Arbeiters Charles Henry Diggs und der Alice Diggs. Sie besuchte mit einem Stipendium das Monmouth College und die University of Minnesota, sie studierte, mit einem B.A.-Abschluss im Jahr 1928, dort unter anderem bei Pitirim Sorokin. An der Atlanta University machte sie 1933 einen Magister-Abschluss und war bis 1943 Hochschulassistentin bei W. E. B. Du Bois, für den sie fünf seiner Bücher editierte und mit dem sie 1940 die wissenschaftliche Zeitschrift Phylon. Journal of Race and Culture gründete. Mit einer Roosevelt Fellowship studierte sie danach am Pädagogischen Institut der Universidad de La Habana in Kuba und wurde 1945 mit einer Dissertation über den Anthropologen Fernando Ortiz Fernández promoviert. Sie betrieb auf Kuba ethnographische Feldforschung. Sie reiste verschiedene Male für Forschungen durch Mittel- und Südamerika und war 1946 Austauschwissenschaftlerin in Montevideo. Später brachten sie Forschungsaufenthalte auch nach Europa, in die UdSSR, nach Israel und Ägypten. Ihre Reiseberichte gab sie an die Associated Negro Press.  
Diggs arbeitete von 1947 bis zu ihrer Emeritierung 1976 als Hochschullehrerin für Anthropologie und Soziologie am Morgan State College in Baltimore. Gastaufenthalte führten sie an das Barnard College, die University of Maryland und die Summer School der Harvard University.
Diggs war Mitglied verschiedener wissenschaftlicher Gesellschaften, so der American Sociological Association, und war Fellow der American Association for the Advancement of Science und der American Anthropological Association. Sie wurde unter anderem von der Association of Black Anthropologists ausgezeichnet.

## Schriften (Auswahl)
- Black Chronology: From 4,000 B.C. to the Abolition of the Slave Trade. Boston, Mass. : Hall, 1983